# The Oxford Book of English Verse
The Oxford Book of English Verse, 1250–1900 est une anthologie de poésie anglaise, dont le responsable éditorial est Arthur Quiller-Couch, qui a eu une grande influence sur le goût populaire et la perception de la poésie pendant au moins une génération. Il est publié en 1900 par Oxford University Press. Il est largement diffusé dans l'Empire britannique et pendant la guerre comme livre de paquetage. La première édition est diffusée à près de 500 000 exemplaires. En 1939, une édition révisée retire certains poèmes (particulièrement de la fin du XIXe siècle) et les remplace aussi bien par des poèmes d'avant 1901 et d'autres publiés jusqu'à 1918. La deuxième édition est disponible en ligne.

## The Oxford Book of English Verse 1250–1918(édition de 1939)
La révision est de Quiller-Couch. Les poètes faisant partie de l'anthologie sont :
- Abraham Cowley
- Agnes Mary Frances Duclaux
- Alexander Brome (en)
- Alexander Montgomerie (en)
- Alexander Pope
- Alexander Scott (en)
- Alfred Edward Housman
- Alfred Noyes
- Algernon Swinburne
- Alice Meynell
- Allan Cunningham
- Allan Ramsay
- Andrew Lang
- Andrew Marvell
- Anna Laetitia Barbauld
- Anthony Munday
- Aphra Behn
- Arthur Christopher Benson
- Arthur Hugh Clough
- Aubrey De Vere
- Ben Jonson
- William Bliss Carman
- Bret Harte
- Bryan Waller Procter (en)
- Carolina, Lady Nairne
- Caroline Norton
- Charles Cotton (poète)
- Charles Hamilton Sorley (en)
- Charles Kingsley
- Charles Lamb
- Charles Sackville
- Charles Tennyson Turner
- Charles Wesley
- Charles Whitehead (en)
- Charles Williams
- Charles Wolfe
- Christina Rossetti
- Christopher Marlowe
- Christopher Smart
- Coventry Patmore
- Dante Gabriel Rossetti
- Dora Sigerson (en)
- Douglas Hyde
- Comte de Dorset
- Ebenezer Elliott
- Ebenezer Jones (en)
- Eden Phillpotts
- Edgar Allan Poe
- Edmund Blunden (en)
- Edmund Spenser
- Edmund Waller
- Edward FitzGerald
- Edward Thomas
- Edward Thurlow, Lord Thurlow
- Elizabeth Barrett Browning
- Emily Brontë
- Emily Dickinson
- Emily Lawless (en)
- Ernest Dowson - Sir Francis Hastings Doyle
- Ernest Rhys (en)
- Fanny Greville (en)
- Felicia Hemans
- F. or W. Davison
- Frances Bannerman (en)
- Francis Beaumont
- Francis Mahony (en)
- Francis Quarles
- Francis Thompson
- Francis William Bourdillon (en)
- Frederick Tennyson
- Fulke Greville, Lord Brooke (en)
- Geoffrey Chaucer
- George Chapman
- George Crabbe
- George Darley (en)
- George du Maurier
- George Fox
- George Gascoigne (en)
- Lord Byron
- George Herbert (poète)
- George MacDonald
- George Meredith
- George Peele
- AE
- George Wither (en)
- Gerald Griffin (en)
- Gerard Manley Hopkins
- Giles Fletcher (en)
- G. K. Chesterton
- Gordon Bottomley (en)
- Hartley Coleridge (en)
- Henry Austin Dobson (en)
- Henry Carey
- Henry Charles Beeching (en)
- Henry Clarence Kendall (en)
- Henry Constable
- Henry Cust (en)
- Henry Howard (comte de Surrey)
- Earl of Surrey
- Henry King (en)
- Henry Rowe
- Sir Henry Taylor
- Henry Vaughan
- Henry Longfellow
- Herbert Edward Palmer (en) - Sir Gilbert Parker
- Herbert Trench
- Hilaire Belloc
- Isaac Watts
- Isabel Pagan
- James Beattie
- James Clarence Mangan
- James Elroy Flecker
- James Graham (1er marquis de Montrose)
- Leigh Hunt
- James Hogg
- Jacques Ier d'Écosse
- James Joyce
- James Shirley
- James Stephens
- James Thomson ('B.V.')
- James Thomson (The Seasons)
- Jane Elliot (en)
- Jasper Mayne (en)
- Jean Ingelow
- Jeremiah Joseph Callanan (en)[1]
- Johanna Baillie
- John Barbour
- John Boyle O'Reilly
- John Bunyan
- John Clare
- John Davidson (en)
- John Donne
- John Dryden
- John Fletcher
- John Ford
- John Gay
- John Gibson Lockhart
- John Greenleaf Whittier
- John Reynolds
- John Heywood
- John Keats
- John Keble
- John Kenyon
- John Leicester Warren, Lord De Tabley (en)
- John Lydgate
- John Lyly
- John Masefield
- John Milton
- John Oldham (en)
- John Ruskin
- John Scott of Amwell (en)
- John Sheffield
- John Skelton
- Sir John Suckling
- John Webster
- John Wilmot (2e comte de Rochester)
- Joseph Addison
- José María Blanco White
- Joshua Sylvester (en)
- Julian Grenfell (en)
- Katharine Tynan Hinkson
- Katherine Philips
- Lady Anne Lindsay
- Lascelles Abercrombie
- Laurence Binyon (en)
- Lionel Johnson (en)
- Alfred Douglas
- Edward Herbert de Cherbury
- Alfred Tennyson
- Margaret Louisa Woods (en)
- Mark Akenside
- Mark Alexander Boyd (en)
- Mary Elizabeth Coleridge (en)
- Mary Lamb
- Matthew Arnold
- Matthew Prior
- May Probyn (en)
- Michael Bruce
- Michael Drayton
- Nicholas Breton (en)
- Nicholas Grimald (en)
- Norman Gale (en)
- Oliver Goldsmith
- Oliver St John Gogarty
- Orinda
- Padraic Colum
- Percy Bysshe Shelley
- Phineas Fletcher
- Ralph Hodgson (en)
- Ralph Waldo Emerson
- Richard Barnfield
- Richard Crashaw
- Richard Doddridge Blackmore
- Richard Edwards (dramaturge)
- Richard Henry Horne (en)
- Richard Jago (en)
- Richard Le Gallienne
- Richard Lovelace
- Lord Houghton
- Richard Verstegen
- Richard Watson Dixon
- Robert Bridges (poète)
- Robert Browning
- Robert Burns
- Robert Cunninghame-Grahame of Gartmore (en)
- Robert Greene
- Robert Henryson
- Robert Herrick
- Robert Louis Stevenson
- Robert Mannyng of Brunne (en)
- Robert Southey
- Robert Stephen Hawker
- Robert Wever (en)
- Rudyard Kipling
- Rupert Brooke
- Samuel Daniel
- Sir Samuel Ferguson
- Samuel Johnson
- Samuel Rogers
- Samuel Taylor Coleridge
- Selwyn Image
- Siegfried Sassoon
- Sir Aubrey de Vere
- Sir Charles Sedley
- Edmund Gosse
- George Etherege
- Henry Newbolt
- Henry Wotton
- Sir John Beaumont
- Sir John Davies
- Philip Sidney
- Richard Fanshawe
- Robert Aytoun
- Grizel Baillie
- Walter Raleigh
- Walter Scott
- William D'Avenant
- Stephen Hawes (en)
- Sydney Thompson Dobell
- Thomas Babington Macaulay
- Thomas Campbell
- Thomas Campian
- Thomas Carew
- Thomas Chatterton
- Thomas Dekker
- Thomas d'Urfey
- Thomas Edward Brown
- Thomas Flatman
- Thomas Gray
- Thomas Hardy (écrivain)
- Thomas Heywood
- Thomas Occleve
- Thomas Hood
- Thomas Jordan
- Thomas Lodge
- Thomas Lovell Beddoes
- Thomas Love Peacock
- Thomas Moore (poète)
- Thomas Nashe
- Thomas Osbert Mordaunt
- Thomas Otway
- Thomas Parnell
- Thomas Randolph
- Thomas Stanley
- Thomas Traherne
- Thomas Webbe
- Thomas William Rolleston
- Sir Thomas Wyatt
- Tobias Smollett
- Thomas Sturge Moore
- Walter Chalmers Smith
- Walter de la Mare
- Walter Savage Landor
- Walt Whitman
- William Henry Davies
- Wilfred Owen
- Wilfrid Scawen Blunt
- Wilfrid Thorley
- William Alexander
- William Allingham
- William Barnes (écrivain)
- William Bell Scott
- William Blake
- William Brighty Rands
- William Broome
- William Browne (poète)
- William Butler Yeats
- William Cartwright
- William Collins
- William Congreve (auteur)
- William Cornysh
- William Cowper
- William Cullen Bryant
- William Dean Howells
- William Drummond d'Hawthornden
- William Dunbar
- William Ernest Henley
- William Habington
- William Cory
- Sir William Jones
- William Langland
- William Lisle Bowles
- William Makepeace Thackeray
- William Morris
- William Oldys
- William Philpot
- William Shakespeare
- William Shenstone
- William Sidney Walker
- William Stevenson
- William Strode
- William Thom
- William Walsh
- Sir William Watson
- William Wordsworth
- Winthrop Mackworth Praed